# رود کمپهور
رود کمپهور (انگلیسی: Rod Camphor؛ زادهٔ ۱۰ مارس ۱۹۹۲) بازیکن بسکتبال اهل لیتوانی است.